# Kaus Australis

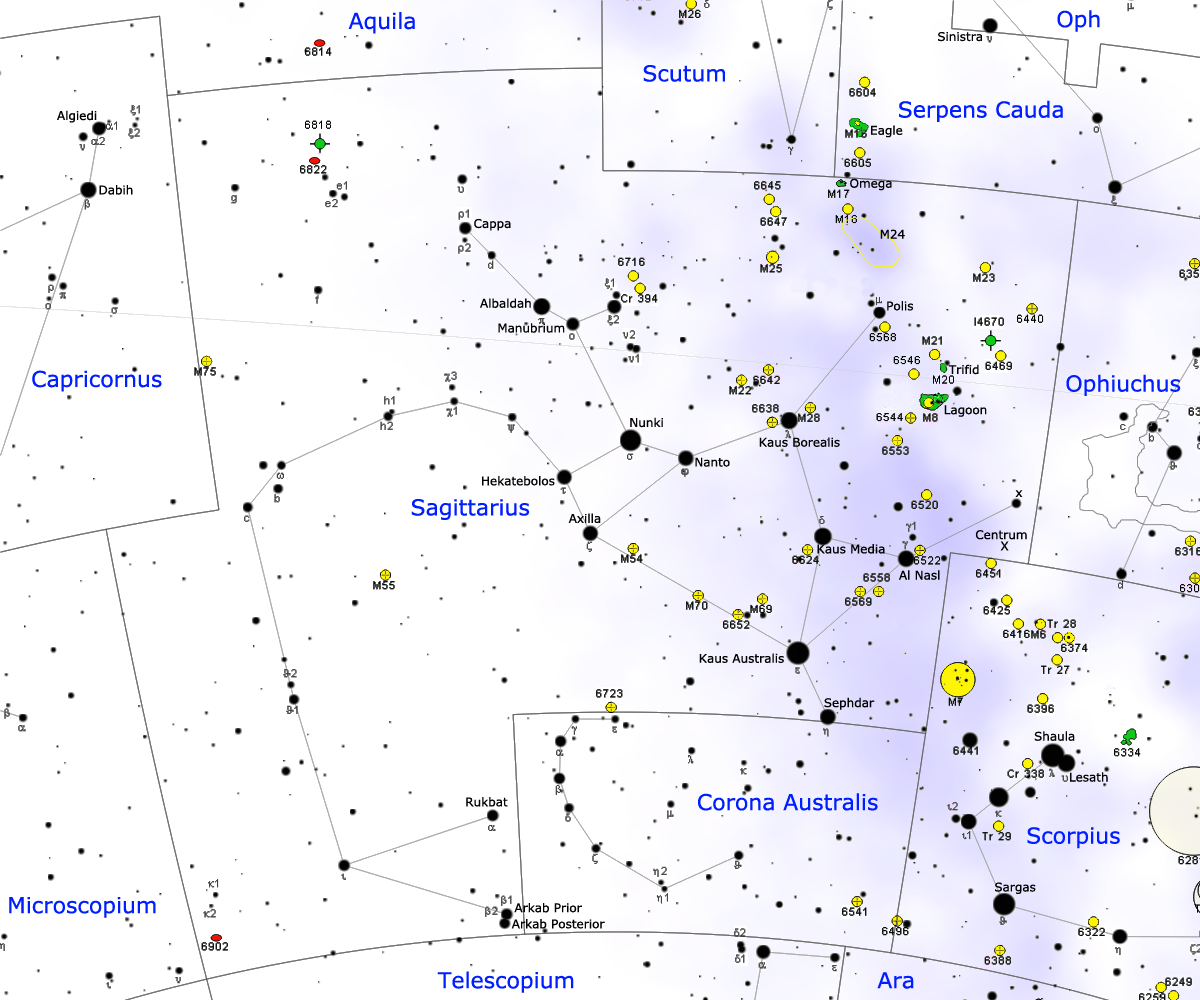
Kaus Australis a la seva constel·lació

Kaus Australis (Èpsilon Sagittarii / ε Sgr / 20 Sgr) és l'estrella més brillant de la constel·lació de Sagitari encara que tingui la denominació de Bayer «èpsilon», la cinquena lletra de l'alfabet grec. El seu nom té un origen mixt: Kaus prové de l'àrab i significa «arc», mentre que Australis prové del llatí i significa «del sud». És una estrella binària amb un component molt lluminós de magnitud aparent 1,79 i un altre molt més tènue de magnitud 14.
Situada a 145  anys llum en direcció al centre de la Galàxia, Kaus Australis A està catalogada com una gegant blanc-blavosa de tipus espectral B9.5III amb una temperatura superficial de 9.200 K. La seva lluminositat és 375 vegades més gran que la solar, més alta que la que caldria esperar per a una gegant de les seves característiques, cosa per la qual també ha estat classificada com a gegant lluminosa. El seu radi, calculat a partir de la mesura directa del seu diàmetre angular, és 7 vegades major que el radi solar. Esgotat i al seu combustible d'hidrogen, probablement té un nucli d'heli inert que s'està contraient i escalfant abans de començar la seva  fusió a carboni i oxigen.
Kaus Australis presenta un baix contingut en  metall, això pot ser a causa del fet que aquests es troben a la part interna de l'estrella, invisibles a l'observació directa en virtut d'un embolcall exterior de gas format per la seva alta velocitat de  rotació, 70 vegades major que la del Sol.